# Richard Tayler

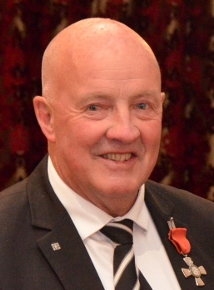
Richard Tayler, 2014

Richard John „Dick“ Tayler (* 12. August 1948 in Timaru) ist ein ehemaliger neuseeländischer Langstreckenläufer.
1970 wurde er bei den British Commonwealth Games in Edinburgh jeweils Zehnter über 1500 m und 5000 m.
Bei den Olympischen Spielen 1972 schied er über 5000 m im Vorlauf aus. 1973 gewann er als Zwölfter bei den Crosslauf-Weltmeisterschaften in Waregem Bronze mit der neuseeländischen Mannschaft.
Seinen größten Erfolg feierte er im darauffolgenden Jahr, als er bei den British Commonwealth Games 1974 über 10.000 m siegte. Im Jahr darauf musste er seine Karriere wegen Arthritis beenden.
Je einmal wurde er Neuseeländischer Meister über 1500 m (1970), 10.000 m (1974), im Crosslauf (1973) und zweimal im 15-km-Straßenlauf (1970, 1971). 1974 wurde er US-Hallenmeister über drei Meilen. 1970, 1971 und 1972 gewann er den Southland Marathon.
Richard Tayler wurde von Arthur Lydiard trainiert.

## Bestzeiten

### Freiluft
- 1 Meile: 3.58,8 min, 23. Januar 1971, Dunedin
- 5000 m: 13:42,4 min, 15. Februar 1972, Wellington
- 10.000 m: 27:46,40 min, 25. Januar 1974, Christchurch
- Marathon: 2:16:47 h, 28. Oktober 1972, Invercargill

### Halle
- 3000 m: 7:50,2 min, 17. Februar 1974, San Diego (Zwischenzeit)
- 2 Meilen: 8:22,4 min, 17. Februar 1974, San Diego